# Oktavija Mlađa
Oktavija Mlađa (lat. Octavia Minor ), (?, oko 70. pr. Kr. – ?, 11. pr. Kr.), starija sestra rimskoga cara Oktavijana Augusta. Prva žena Gaja Klaudija Marcela i druga žena Marka Antonija, koji ju je ostavio zbog Kleopatre. Pokopana je uz sve počasti u Augustovu mauzoleju, a u njenu čast August joj je podigao vrata i portik. Jedna je od prvih žena čiji je portret prikazan na rimskom novcu.